# Jozef Migaš
Jozef Migaš (* 7. ledna 1954 Pušovce) je slovenský levicový politik, diplomat a podnikatel. V letech 1998–2002 byl předsedou slovenského parlamentu.

## Život
V 70. letech vystudoval vědecký komunismus na Univerzitě v Kyjevě. Je ženatý a má čtyři děti. Napsal knihy Kolektivizmus v sociálnej spoločnosti a Komunistický svetonázor a robotnícka mládež.

### Údajné udávání Státní bezpečnosti
Dne 19. června 2009 televize Markíza informovala o tom, že Migaš údajně udával své spolužáky z Kyjevské univerzity Státní bezpečnosti. V seznamech StB je veden jako Důvěrník pod krycím jménem Mig. Migaš obvinění popřel, uvedl k tomu: „Nikdy jsem nekomunikoval, takže jsem nedostával ani úkoly. (...) Nespolupracoval jsem.“

## Politická kariéra
V roce 1990 byl u transformace tehdejší Komunistické strany Slovenska ve Stranu demokratickej ľavice. 27./28. dubna 1996 se stal předsedou téhle strany a vedl stranu do voleb v roce 1998. 29. října 1998 se stal předsedou Národní rady SR a v této funkci byl do 15. října 2002. V roce 2001 jej na místě předsedy SDĽ nahradil Pavel Koncoš.

## Diplomatická kariéra
V letech 1995–1996 byl velvyslancem na Ukrajině. V letech 2009–2014 byl velvyslancem Slovenska v Rusku a Ázerbájdžánu se sídlem v Moskvě.
V roce 2017 se stal velvyslancem Slovenska v Bělorusku. 9. května 2020 se Migaš zúčastnil vojenské přehlídky v Minsku, pořádané u příležitosti 75. výročí vítězství nad fašismem, a to navzdory probíhající pandemii covidu-19. Svou účast na přehlídce odůvodnil tím, že je „antifašista a syn partyzána“. Kvůli účasti na přehlídce Migaš 13. května 2020 rezignoval. Tiskový odbor Ministerstva zahraničních věcí Slovenské republiky uvedl: „Velvyslanec požádal o uvolnění z postu. Resort diplomacie důrazně odmítá jeho tvrzení o tendenční kampani vedené vůči jeho osobě.“

## Ocenění
- Řád přátelství (28. října 2014, Rusko)[18]
- Řád Františka Skoriny (15. června 2020, Bělorusko)[19]